# Friedrich Adam Scholler
Friedrich Adam Scholler (* 26. Dezember 1718 in Benk bei Bayreuth; † 3. April 1785 in Barby) war ein deutscher Pädagoge und Botaniker.
Er lehrte als Professor an der Akademie der Herrnhuter Brüdergemeine in Barby und war zeitweilig deren Direktor.
Er war Herausgeber der von ihm verfassten Flora Barbiensis, die 1775 erschien und „die erste Botanik der Region nach dem System des damals führenden schwedischen Naturkundlers Carl von Linné (1707–1778)“, mit dem er im Briefkontakt stand, darstellte.

### Digitalisate der Flora Barbiensis
- Staatsbibliothek, München
- Zürich